# Windows on the World
O Windows on the World (Janelas do Mundo) foi um luxuoso restaurante instalado no 106º e 107º andares da Torre Norte do World Trade Center.
Abriu em 1976 e suas instalações ruiram junto com a Torre Norte nos atentados de 11 de Setembro de 2001. Após o Atentado de 1993 ao World Trade Center os donos do restaurante gastaram U$S 25 milhões de dólares em reformas e campanhas de marketing. Em 2000, seu último ano de funcionamento, o restaurante obteve um lucro líquido de U$S 37,5 milhões de dólares, levando o título de restaurante mais caro e cobiçado dos Estados Unidos;

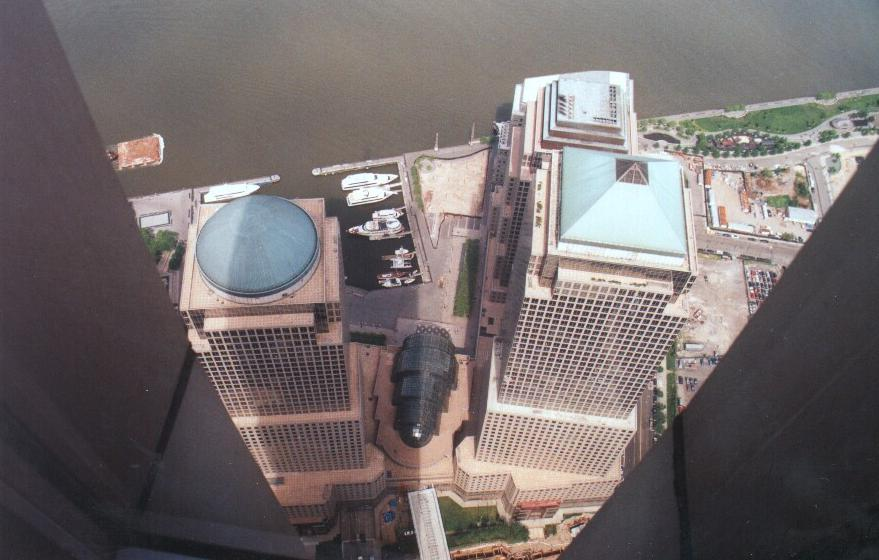
Vista que se tinha da janela do restaurante.

Ele ocupava uma área de 4.600m² e estava localizado na torre norte e permitia aos visitantes ver um panorama de Manhattan. O restaurante não era o maior e nem o mais respeitado de Nova York, mas tinha dois melhores títulos, o de melhor localização e o de maior preço.